# Heidemarie Stefanyshyn-Piper
Heidemarie Stefanyshyn-Piper (født 7. februar 1963 i Minnesota) er en NASA-astronaut og har fløjet to rumfærge-missioner. 
Stefanyshyn-Piper fløj hendes første mission på STS-115 som missionspecialist og blev den 8. kvinde til at udføre en rumvandring (ud af i alt 180 rumvandrere). Efter hjemkomsten kollapsede Piper to gange under en velkomstceremoni. En fly-læge undersøgte Piper og konstaterede at hun ikke havde sundhedsmæssige problemer, men hun var stadig under tilvænning til Jordens tyngdekraft efter vægtløs tilstand i rummet.
Piper fløj som en missionspecialist på STS-126, hvor hun deltog i tre rumvandringer. På missions første rumvandring mistede hun udstyr til en anslået værdi af 100.000 amerikanske dollar. Uheldet skete mens hun var beskæftiget med flere opgaver. Udstyret lå i en værktøjstaske der bl.a. indeholdt en smørepistol, pistolen indeholdt noget fedtstof til smøring af rumstationens led. Fedtstoffet var, måske pga. ændret tryk, skudt ud af pistolen mens den endnu lå i taksen. Værktøjstasken forsvandt ud i rummet mens Piper var ved at rense sine handsker og et kamera for fedt.